# شاوان-سور-سوران
شاوان-سور-سوران (به فرانسوی: Chavannes-sur-Suran) یک کمون در فرانسه است که در ان (فرانسه) واقع شده‌است.

## خصوصیات
شاوان-سور-سوران ۲۱٫۵ کیلومترمربع مساحت و ۶۵۵ نفر جمعیت دارد و ۳۱۸ متر بالاتر از سطح دریا واقع شده‌است.